# Фируза Абдулина
Фируза Давлетшовна Абдулина (на башкирски: Абдуллина Фирүзә Дәүләтша ҡыҙы; на руски: Фируза Давлетшовна Абдуллина) е башкирска поетеса, авторка на песни. По професия е учителка.

## Биография
Родена е в село Шулка, Баймакски район, Башкирска АССР, РСФСР, СССР на 24 февруари 1961 г. До 6-годишна възраст учи в родното си село, след което се премества да учи в интерната Баймак, който завършва през 1978 г. От 1978 до 1983 г. учи в Стерлитамакския педагогически институт, веднага след това започва работа като учителка.
През 1983 – 1984 г. е пионерски ръководител в Кармаскалинския район. През 1985 г. заедно със съпруга си Фидаил се премества в Зианчурински район, за да преподава руски език и литература в училището в с. Юлдаш.
През 1990 г. се премества да живее в село Старобабичево, Кармаскалински район. В периода от 1990 до 2018 г. е учител по руски език и литература в местно училище.
От 2017 г. е член на Съюза на писателите на Република Башкортостан в Руската федерация. Основателка е на литературен клуб „Вдъхновение”.

## Творчество
Още през студентските ѝ години нейни стихове са публикувани в сборниците Йәш көстәр (1982, 1984). Стиховете на поетесата се публикуват в републиканския периодичен печат. По нейни стихове са написани песни от известни певци и композитори – Ягфар Назиршин, Дамир Солтанов, Насима Аминова, Азат Искужин, Юлай Моратов, Расима Динисламова.

### Книги
- Барыһы ла яҡшы буласаҡ! Шиғырҙар. – Уфа, 2015. – 95 ст.
- Рәхмәтлемен һиңә, әсәйем! Шиғырҙар. – Уфа, 2015. – 200 ст.
- Ихлас күңелдән! Шиғырҙар. – Сибай, 2016. – 146 ст.[3]
- Йәйғор сатыр – Уфа, 2017. – 312 ст.[4]

### Песни
- Яратҡандар яратыуға мохтаж
- Болан күҙе
- Сығам әле сәхрәләргә…
- Ғүмер — аҡҡан һыу
- Мөхәббәтем
- Үҙ һүҙем бар
- Йәшәй алмаҫ инем мин һинһеҙ…
- Һуңлап ҡуймаһам ине…
- Әгәр күптән ғашиҡ булмаһам
- Шылтыратма
- Бергә булайыҡ
- Мин килермен һиңә